# Dissitimurus exedrus
Dissitimurus exedrus är en svampart som beskrevs av E.G. Simmons, McGinnis & Rinaldi 1987. Dissitimurus exedrus ingår i släktet Dissitimurus, divisionen sporsäcksvampar och riket svampar.   Inga underarter finns listade i Catalogue of Life.